# Victoria, Tamaulipas
Victoria là một đô thị thuộc bang Tamaulipas, México. Năm 2005, dân số của đô thị này là 293044 người.